# Melanaspis saccharicola
Melanaspis saccharicola  (лат.) — вид полужесткокрылых насекомых-кокцид рода Melanaspis из семейства щитовки (Diaspididae). 

## Распространение
Южная Америка: Бразилия.

## Описание
Мелкие щитовки, диаметр взрослых самок от 1,5 до 1,8 мм, форма тела округлая; основная окраска серая. 
Питаются соками таких растений, как Pennisetum purpureum, Saccharum officinarum (Poaceae).
Таксон Melanaspis saccharicola включён в состав рода Melanaspis Cockerell, 1897 вместе с таксонами A. aristotelesi, A. arnaldoi, A. bondari, A. bromiliae, A. figueiredoi, A. jaboticabae, A. leivasi, A. martinsi, A. araucariae, A. santensis, A. smilacis.